# 许尼奥勒
许尼奥勒（法語：Chuignolles，法語發音：[ʃɥiɲɔl]）是法国上法蘭西大區索姆省的一个市镇，属于佩罗讷区。

## 地理
许尼奥勒（49°54'3"N, 2°43'35"E）面积4.86 平方千米，位于法国上法蘭西大區索姆省，该省份为法国北部沿海省份，北起加来海峡省和北部省，西接滨海塞纳省和大西洋英吉利海峡，南至瓦兹省，东临埃纳省。
与许尼奥勒接壤的市镇（或旧市镇、城区）包括：卡皮、许涅、弗拉梅维尔-赖讷库尔、拉讷维尔莱布赖、普鲁瓦亚尔。
许尼奥勒的时区为UTC+01:00、UTC+02:00（夏令时）。

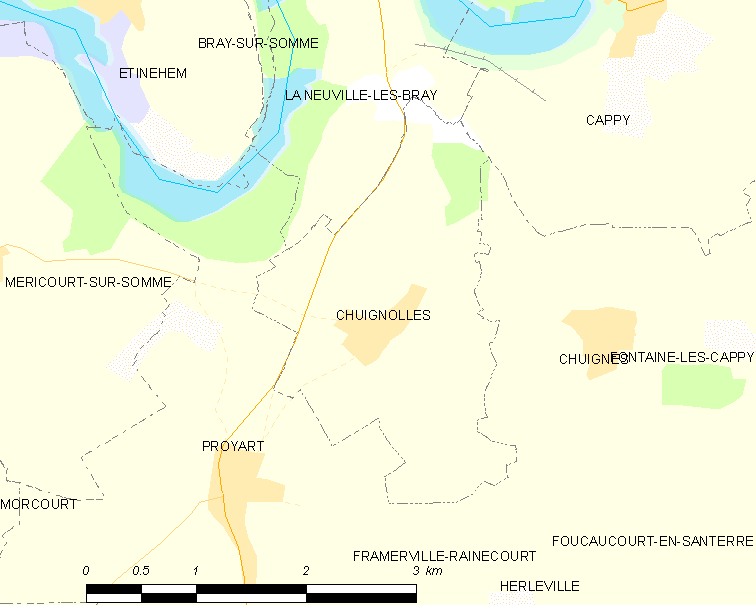
许尼奥勒的OSM定位图

## 行政
许尼奥勒的邮政编码为80340，INSEE市镇编码为80195。

## 政治
许尼奥勒所属的省级选区为阿尔贝县。

## 人口

1962-2008年间许尼奥勒人口变化图示

许尼奥勒于2022年1月1日时的人口数量为147人。